# Vastese Calcio 1902
Associazione Sportiva Dilettantistica Vastese Calcio 1902 (trước đây là FC Pro Vasto) là một câu lạc bộ bóng đá Ý có trụ sở tại Vasto, Abruzzo. Câu lạc bộ được thành lập vào năm 1922 và sau đó được tái lập vào năm 1981 và 1995. Vào mùa hè năm 2010, câu lạc bộ đã giải thể và được cải tổ vào năm 2012 với tên gọi Vastese Calcio 1902.

## Lịch sử
Ban đầu được gọi là Vastese, câu lạc bộ được thành lập vào ngày 4 tháng 7 năm 1922 và kể từ đó đã trải qua một vài mùa giải ở các cấp độ chuyên nghiệp thấp hơn của Ý là Serie C1 và Serie C2. Câu lạc bộ đổi tên thành Pro Vasto vào năm 1952, nhưng đã bị giải thể vào năm 1981 do vấn đề tài chính. Một đội bóng địa phương nhỏ trong giải đấu Promozione  có tên là Socà Sportiva Incoronata đã thay thế và đổi tên thành Associazione Calcio Vasto 82 một năm sau đó, được thăng hạng Serie D vào năm 1984 và chỉ để bị xuống hạng năm 1987. Sau khi xuống hạng, câu lạc bộ đã đổi tiền một lần nữa, lần này là Vastese Calcio, được đưa trở lại Serie D vào năm 1988, và trở lại Serie C2 vào năm 1990 sau một mùa giải thành công ở cấp độ nghiệp dư hàng đầu của Ý. 

Câu lạc bộ được sử dụng cho đến năm 2009

Rời khỏi Serie C2 vào năm 1994, câu lạc bộ đã nhanh chóng trở lại hạng đấu chuyên nghiệp để lấp chỗ trống giải đấu nhưng câu lạc bộ tuyên bố phá sản chỉ một năm sau đó. Vào năm 1997, câu lạc bộ Promozione địa phương Vasto Marina đã đổi tên của mình thành câu lạc bộ Football Club Pro Vasto hiện tại và thực hiện hai lần thăng hạng liên tiếp để trở lại Serie D vào năm 1999. Tuy nhiên, câu lạc bộ đã xuống hạng vào giải đấu Eccellenza năm 2000. Một cuộc giao dịch mới sau đó đã mua lại câu lạc bộ đưa nó trở lại giải hạng năm của Ý, một năm sau đó và trở lại Serie C2 vào năm 2004. FC Pro Vasto sau đó đã xuống hạng Serie D vào năm 2007 và chơi ở giải đấu này cho đến năm 2009, khi câu lạc bộ giành chiến thắng sau chiến thắng 2-1 trước Tolentino trong trận đấu cuối cùng của mùa giải sau khi thắng mười trận liên tiếp gần đây. Câu lạc bộ sau đó đã tham gia Lega Pro Seconda Divisione trong mùa giải 2009-10. 

Huy hiệu câu lạc bộ cho đến năm 2012

Sau khi phá sản vào năm 2010, câu lạc bộ đã buộc phải ngừng hoạt động. Năm 2012, San Paolo Calcio Vasto đã đặt tên Vastese Calcio 1902 và gia nhập Promozione. Đội đã thăng hạng lên Eccellenza Abruzzo vào năm 2013 ở lần tham gia đầu tiên.

## Màu sắc và huy hiệu
Màu sắc chính thức của câu lạc bộ là đỏ và trắng.